# Gospoda Targowa
Gospoda Targowa (niem. Aussstellungsdorf, dosł. wioska wystawowa) – zlikwidowane w początku XXI wieku drewniane osiedle barakowe w Poznaniu zlokalizowane pomiędzy ulicami Grunwaldzką, Sowińskiego i Słoneczną, nieco na północ od dawnego dworu Palaczów.

## Początki
Gospoda powstała jako jedna z największych niemieckich nazistowskich inwestycji na Grunwaldzie w okresie II wojny światowej. Jej budowę rozpoczęto w początku 1942 z przeznaczeniem na niedrogie usługi noclegowe adresowane przede wszystkim dla gości odwiedzających miasto, robotników sezonowych, a także kobiet – żon podoficerów żołnierzy garnizonu poznańskiego. Wzniesiono ponad czterdzieści baraków. Każdy z nich nosił nazwę jednego niemieckiego miasta, a niektóre nawiązywały do nazwy poprzez umieszczone na zewnątrz lub wewnątrz dekoracje (herby miejskie, ryciny, fotografie). W końcu 1943 otwarto na terenie Gospody pocztę, która obsługiwała również sąsiednią Abisynię, gdzie w zrabowanych Polakom willach zamieszkiwali niemieccy nazistowscy dygnitarze, głównie Niemcy bałtyccy. Ofertę rozrywkową osiedla stanowiła kręgielnia, dancing i restauracja Złoty Kłos. Budynek restauracyjny wzniesiono w stylu inspirowanym wiejskim budownictwem Dolnej Saksonii. Jeden z baraków był magazynem okładzin Zamku Cesarskiego (detale pozostały tam jeszcze przez długie lata powojenne, a część z nich wykorzystano do budowy nieodległego Pomnika Zwycięstwa, jak również wywieziono do pałacu biskupiego w Ciążeniu).

## Obóz NKWD
Po zakończeniu II wojny światowej tereny Gospody przejęło NKWD i (po ogrodzeniu) założyło tu obóz, początkowo przeznaczony dla Niemców i volksdeutschów z terenu miasta oraz zwożonych z rejonu ziemi lubuskiej. Przetrzymywano tu m.in. kapitana Friedricha von Kalma, adiutanta komendanta poznańskiej twierdzy, Ernsta Gonella. Zdarzyło się kilka udanych ucieczek z tego obozu.
Oprócz Niemców Rosjanie trzymali w obozie Polaków, żołnierzy Armii Krajowej i Narodowej Organizacji Wojskowej, jak również bliżej nieznanych Rosjan. Wyżywienie stanowiła kromka chleba dziennie i pół litra zupy. Polacy zapełniali obóz zwłaszcza po stopniowych wywózkach Niemców w głąb Rosji. Władze obozu starały się mieszać więźniów umieszczając żołnierzy AK z esesmanami i konfidentami gestapo. Komendantura obozu mieściła się w domu przy ul. Konfederackiej, a komendantem był pułkownik Gorbuszin z Poznańskiej Grupy Operacyjnej Smiersz należącej do 1. Frontu Białoruskiego.

## Gospoda Targowa
W lipcu 1945 rozpoczęto likwidację obozu, który przestał istnieć jesienią tego samego roku. Więźniów częściowo zwolniono, a częściowo przewieziono do więzienia w Rawiczu, a opustoszałe baraki zasiedlili pracownicy Zakładów Cegielskiego. Działała tu Szkoła Podstawowa nr 44 i sierociniec dla dzieci niemieckich, których rodzice zginęli w trakcie walk o Poznań. Z terenu osiedla ekshumowano szczątki 38 żołnierzy niemieckich. Z inicjatywy ks. Aleksandra Woźnego restaurację Złoty Kłos przekształcono na kościół św. Jana Kantego. Większa część budynków przejęta została przez Międzynarodowe Targi Poznańskie, które do końca lat 50. XX wieku prowadziły tam hotel dla gości targowych pod nazwą Gospody Targowej (263 pokoje, 317 miejsc). Uroczystego otwarcia kompleksu noclegowego dokonano w dniu inauguracji pierwszych powojennych targów Odzież i Dom – 21 września 1946. Do końca 1946 wyremontowano i wyposażono dziesięć baraków mieszkalnych, jeden restauracyjny i jeden z trzema salami wykładowymi. Do końca 1946 hotel zrealizował 20 215 noclegów. Do wiosny 1947 udostępniono kolejne 22 baraki. Do dyspozycji gości targowych oddano więc w 1947 już 1480 łóżek (z czego trzysta wypożyczył Szpital Miejski). W okresie targów zrealizowano około 11 000 noclegów, nie tylko dla gości krajowych, lecz również dla Amerykanów, Anglików, Francuzów, Czechów i Szwedów. Hotel dysponował pokojami jedno- i dwuosobowymi, a tylko w czterech barakach znajdowały się sypialnie zbiorowe (okresowo używane jako sale do wykładów i kursów). Jeden barak zaadaptowano na garaże dla gości zmotoryzowanych (15 miejsc postojowych). Cena za łóżko wynosiła początkowo 90 złotych. Od 15 stycznia 1947 podniesiono ją do 140 złotych, natomiast od kwietnia tego samego roku do 200 złotych. Wycieczki zbiorowe (ponad trzy dni) korzystały z rabatu (20%).
W następnych latach baraki przeznaczono na akademiki dla studentów UAM, którzy byli pomysłodawcami nadania nazwy zaniedbanej i pełnej dziur ulicy Księżycowej. Począwszy od 2007 rozpoczął się proces likwidacji osiedla i rozbiórki baraków. Tereny przebadano georadarem, lecz nie znaleziono żadnych ludzkich szczątków. Część z budynków zamieszkiwana była bez umów, a część (pustych) strawiły pożary. W ich miejsce deweloperzy postawili nowe bloki mieszkaniowe.
Obecnie nie zachowały się żadne pozostałości baraków Gospody. Na terenie dawnych zabudowań w 2018 powstał park Jana Heweliusza (4 hektary) z architekturą nawiązującą do zagadnień astronomicznych, zegarem słonecznym i psim torem przeszkód. Podczas prac przygotowawczych pracownicy Biura Poszukiwań i Identyfikacji IPN odkryli w dwudziestu jamach grobowych szczątki 44 osób, ofiar NKWD.